# Станционное (Новобугский район)
Станционное (укр. Станційне, до 2016 г. — Жовтневое) — село в Новобугском районе Николаевской области Украины.
Население по переписи 2001 года составляло 1532 человек. Почтовый индекс — 55609. Телефонный код — 5151. Занимает площадь 2,25 км².

## Местный совет
55600, Николаевская обл., Новобугский р-н, г. Новый Буг, ул. Ленина, 42